# Cuthona concinna
Cuthona concinna är en snäckart som först beskrevs av Joshua Alder och Hancock 1843.  Cuthona concinna ingår i släktet Cuthona och familjen Tergipedidae. Arten är reproducerande i Sverige. Inga underarter finns listade i Catalogue of Life.